# Pinheiro Landim
Francisco Pinheiro Landim (Solonópole, 20 de novembro de 1943) é um empresário brasileiro e um político brasileiro.

## Vida Pública

### Político-Estudantil
Fundador da União dos Estudantes Cearenses – UEC- no Rio de Janeiro, então Capital Federal, sendo eleito1º Secretário – gestão 1960-1961.

### Cargos Públicos
Secretário Municipal de Administração do Município de Solonópole (1970-1972).
Presidente do Movimento Brasileiro de Alfabetização- MOBRAL- Município de Solonópole –CE (1970 -1972).
III Cargos no Terceiro Setor.
Presidente da Cooperativa Agrícola de Milhã (1972 a 1974).
Presidente de Associação do Agropecuaristas do Território Federal de Roraima (Atualmente estado de Roraima) 1978 1979.

### Mandatos Eletivos
-Vereador do Município de Fortaleza –CE, no período de 1966-1970
- Vice-Prefeito do Município de Solonópole, no período de 1973-1977
-  Deputado Estadual do Ceará, no período de 1983-1987
- Deputado estadual Constituinte do Ceará, no período de 1987-1991
- Deputado Federal – CE no período de 1991-1995
- Deputado Federal – CE no período de 1995-1999
- Deputado Federal –CE, no período de 1999-2003

### Atividades Parlamentares

#### 1.Assembleia Legislativa do Estado do Ceará
- Presidente da Comissão da Seca (1985- 1988)
- Vice-Presidente da Comissão de Esporte e Turismo (1985- 1987)
- Titular da Comissão de Fiscalização Financeira e tomada de Contas (1985- 1987)
- Vice –Líder do Governo – Governo Gonzaga Mota. ( 1983- 1987)
- Titular da Comissão de Mineração e Recursos Hídricos (1985 -1987)
- Suplente da Comissão de Constituição e Justiça (1985 -1987)
- Vice-líder do PMDB (1987- 1988)
- Suplente da Comissão de Fiscalização Financeira e Tomada de Contas (1988)
- Titular da Comissão de Constituição e Justiça (1988)
- Suplente da Comissão de mineração e Recursos Hídricos (1988)
- Líder do PMDB (1988-1989)
- Líder do Governo (julho de 1988 –Fevereiro de 1989)
- Presidente da Assembleia Legislativa do Estado do Ceará (1989- 1991)
- Governo interino do Estado do Ceará em períodos descontínuos entre (1989 e 1991)

#### 2.Câmara dos Deputados
-Titular da Comissão de Agricultura e Política Rural (1991- 1992)
-Suplente da Comissão de Viação e Transporte (1991-1992)
-Suplente da Comissão de Desenvolvimento urbano e Interior (1991-1992)
-Suplente da Comissão de Constituição e Justiça e de Redação (1991 -1992)
-Suplente da Comissão de defesa Nacional (1991-1993)
Coordenador da Bancada do Nordeste na Câmara Federal (1992 a 2002)
-Primeiro Vice-Presidente da Comissão de Ciências e Tecnologia e Comunicação e Informática (1992)
-Segundo Vice Presidente da Comissão de Ciências e tecnologia, Comunicação e informática. Relator da” Lei de Imprensa” (1992 -1996)
-Segundo Vice-Presidente da Comissão Vice-Presidente da Comissão de Ciências e Tecnologia e Comunicação e Informática (1993)
-Titular da comissão de Ciências e tecnologia, Comunicação e Informática (1994)
-Suplente da Comissão Especial da PEC 55/91* Ajuste Fiscal(1992)
-Suplente da Comissão Especial 51/90 Antecipação de Plebiscito (1992)
-Suplente da Comissão Especial de Legislação Eleitoral e Partidária (1992)
-Suplente da Comissão Especial da PEC 46/91- Modifica a estrutura policial(1992)
-Suplente da Comissão de Finanças e Tributação (1992 -1993)
-Relator da Comissão Especial da Seca do Nordeste e atendimento as populações atingidas (1993)
-Titular da Comissão Especial de Agricultura e política Rural (1994)
-Suplente da Comissão Especial de PL 1670-C (1994)
-Vice Líder do Bloco PMDB-PSL –PSD-PRONA (1997)
-1º Vice-Presidente da Comissão da Amazônia de Desenvolvimento Regional (1997)
-Membro Suplente da Comissão de Ciências e Tecnologia e Informática (1997)
-Membro Titular da Comissão do Trabalho e Serviço Público (1997)
-Membro Titular da Comissão Especial referente a duração do trabalho (1997)
-Titular da Comissão Especial do DNOCS (1997)
-Titular da Comissão especial destinada a estudar e propor ao poder competente solução da Comissão Especial entre os Estados do Ceará e Piauí, referente aos seus limites
-Presidente da Comissão de Defesa do Consumidor e Meio Ambiente e Minorias (2002)
-Relator na Comissão Mista do Congresso Nacional que fez a transição entre a URV e o Real
-Relator do Projeto de Lei eu dispõe sobre os planos e seguros privados de Assistência de Saúde (1997)

#### 3.Congresso Nacionial
-Titular da Comissão Especial para reformulação e modernização do DNOCS (1991-1992)
-Suplente da Comissão Parlamentar Mista de Inquérito. Companhia Nacional de Abastecimento- CONAB (1992)
-Titular da Comissão Mista do Desequilíbrio Econômico Inter-Regional
-Suplente da Comissão Mista parlamentar de Inquérito. Irregularidades TV Jovem Pan (1993)
-Suplente da Comissão Mista da Medida Provisória 541 (194)
-Titular e Presidente da comissão Mista destinada e examinar e emitir parecer sobre a medida provisória nº 1.105 de 1995, que dispõe sobre a TJLP, dos fundos constitucionais no Norte, Nordeste, centro Oeste e recuperação econômica do Espirito Santo, hoje, Lei 9.126/95
-Suplente da Comissão Mista planos, orçamentos públicos e fiscalização (1994)

### Atividades Partidárias
-Membro da Comitiva Regional do PMDB/CE;
-Primeiro Vice-Presidente da Executiva Regional do PMDB/CE (2001-2002);
-Membro do Diretório Nacional do PMDB.

### Participação em seminários, conferências e congressos
-Participante de audiência pública sobre a Lei de Imprensa (Brasilia-1992; Fortaleza, recife, Porto Alegre, São Paulo, Belo Horizonte, Salvador e Rio de Janeiro- 1993)
-Participante de Seminário sobre Mídia e Desenvolvimento da Democracia. Fundação Konrad Adenauer Sitiftung, (Rio de Janeiro – 1993)
-Participante do Seminário sobre o desequilíbrio Econômico Inter Regional Brasileiro, SDR-MIR, nas cidades de Fortaleza, Manaus, Cuiabá e Recife Porto Alegre (1992 -1993)
-Participante da reunião da seca, Câmara dos Deputados, Senado Federal e SUDENE (1992-1993);
-Audiência Pública sobre a medida provisória nº1.105, que dispõe sobre a aplicação da TJLP\ nas cidades de recife, Belém, Fortaleza e Goiânia.
Missões Oficiais no exterior
-Viagem em missão oficial a Washington, Chicago, Nova Iorque e Miami- EUA, com o objetivo de conhecer os sistemas de telecomunicações daqueles cidades(1994)

-Viagem em missão oficial as Cidades de Los Angeles, na Califórnia, EUA, com o objetivo de conhecer o sistema de telefonia celular daquela cidade(1996)